# Kirchenlamitz
Kirchenlamitz è un comune tedesco di 3 817 abitanti, situato nel land della Baviera.